# Antonio Veneziano (pintor)

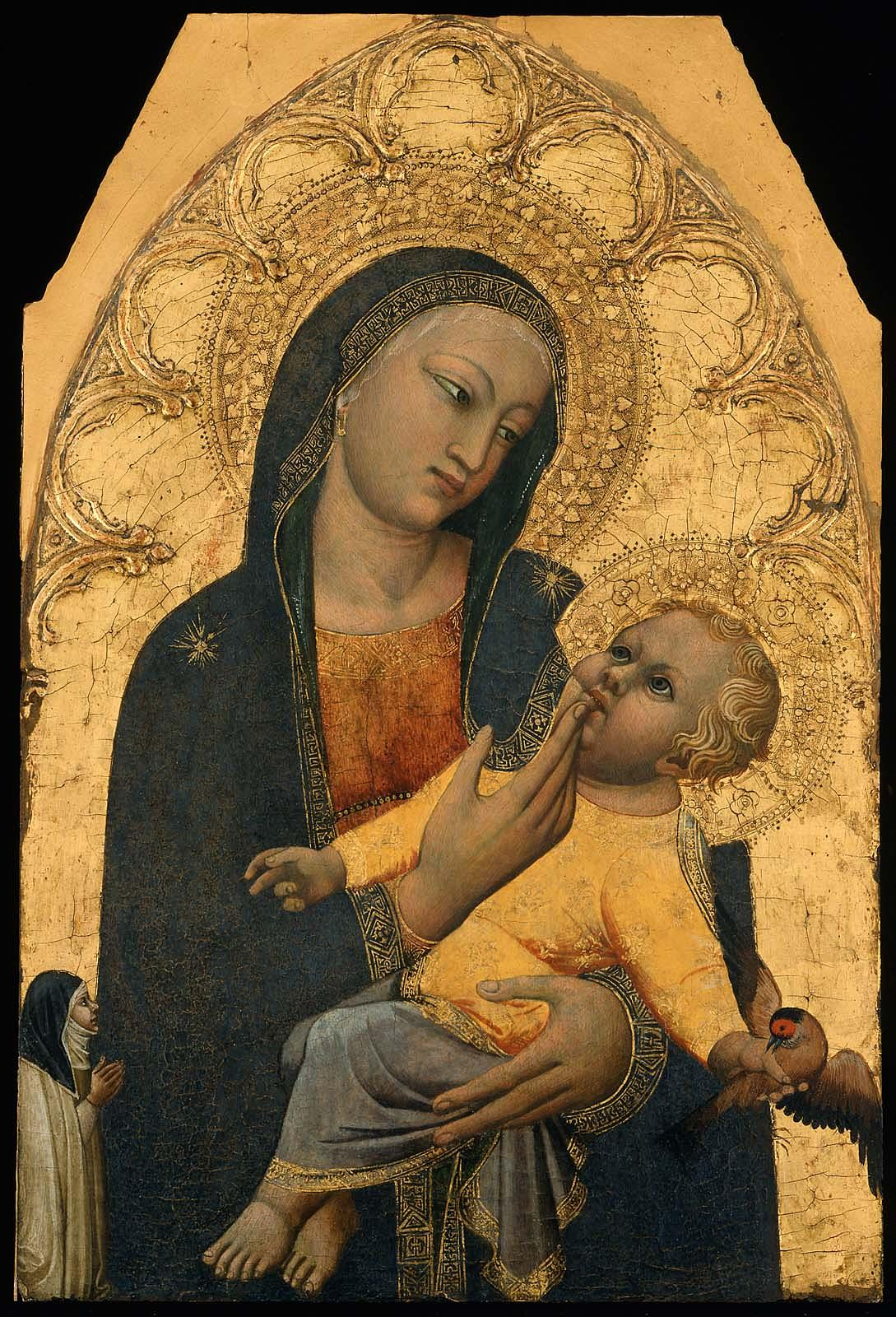
'Mare de Déu i Infant', pintura al tremp sobre fusta, d'Antonio Veneziano, c. 1380, Museu de Belles Arts de Boston

Antonio Veneziano, va ser un pintor italià que va treballar fonamentalment a Siena, Florència i Pisa. La seua activitat està documentada entre 1369 i 1419.
Hom creu que va nàixer a Venècia i va ser deixeble de Taddeo Gaddi. Entre 1384 i 1387 va acabar els tres frescos de Sant Rainer començats per Andrea da Firenze al cementeri de Pisa. Ja molt deteriorats a l'època, van ser molt danyats per un bombardeig durant la Segona Guerra Mundial. A Pisa va treballar amb Andrea Vanni en la decoració dels sostres de la catedral, l'any 1370. També va pintar el sostre del Capellone degli Spagnuoli a la Basílica de Santa Maria Novella a Florència. L'any 1374 va ser inscrit al Gremi d'Apotecaris de Florència, que també incloïa els pintors. També va treballar en l'església de San Nicolò Reale de Palerm per a la Companyia dels Sants Nicolau i Francesc, representant el Lament de la Mare de Déu i Sant Joan (1388). Va morir a Florència. El seu deixeble més destacat va ser Gherardo Starnina.